# Michael E. Knight
Michael Edward Knight (Princeton, 7 maggio 1959) è un attore statunitense.
È noto per i suoi ruoli in varie soap opera: Tad Martin e Ted Orsini ne La valle dei pini, Simon Neville in Febbre d'amore, Martin Grey in General Hospital.

## Biografia
Knight nasce il 7 maggio 1959 a Princeton nel New Jersey dai suoi genitori Louis e Helen Knight. Dal 1992 al 2006 è sposato con Catherine Hickland star di Una vita da vivere. 

### Carriera
Il suo primo ruolo importante è quello di Tad Martin nella soap opera La valle dei pini entrando nella soap dal 1982 al 1986 tornando poi dal 1988 al 1990 e di nuovo dal 1992 al 2011 e nel 2013. Dal 1993 al 1994 appare anche come Tad Martin nella stessa soap opera. Nel 1987 appare nel film Appuntamento con un angelo mentre nel corso della sua carriera appare in diverse serie tv tra cui Matlock, La signora in giallo, Caro John, Grapevine, Law & Order - Unità vittime speciali, Hot in Cleveland e NCIS - Unità anticrimine. Nel 2003 e nel 2005 appare come Tad Martin personaggio de La valle dei pini nella soap opera Una vita da vivere. Nel 2015 e nel 2016 interpreta il ruolo del dottor Simon Neville in Febbre d'amore. Nel 2019 entra nel cast principale della soap opera General Hospital nel ruolo dell'avvocato Martin Grey.

## Filmografia

### Cinema
- Appuntamento con un angelo (1987)
- Un Natale diverso (1996)

### Televisione
- La valle dei pini - soap opera (1982-1986, 1988-1990, 1992-2011, 2013)
- Matlock - serie TV, 1 episodio (2006)
- Law & Order - Unità vittime speciali - serie TV, 1 episodio (2001)
- Una vita da vivere - soap opera (2003, 2005)
- Hot in Cleveland - serie TV, 1 episodio (2011)
- Febbre d'amore - soap opera (2015-2016)
- NCIS - Unità anticrimine – serie TV, 1 episodio (2015)
- General Hospital - soap opera (2019-in corso)